# John M. Greene
John Morgan Greene (22 septembre 1928 - 22 octobre 2007) est un physicien théorique et mathématicien appliqué américain, connu pour ses travaux sur les solitons et la physique des plasmas,,,.

## Éducation
Après plusieurs succès en tant que lycéen aux concours mathématiques d'État du Kansas, il reçoit une bourse Pepsi Cola à Caltech, où il obtient un BS en 1950. En 1956, il obtient un doctorat de l'Université de Rochester en physique nucléaire sous la direction de David Feldman avec une thèse intitulée « Higher-Order Corrections to the Nucleon–Nucleon Potential in Charge-Symmetric Pseudoscalar Theory » [Corrections d'ordre supérieur au potentiel nucléon-nucléon dans la théorie pseudoscalaire à symétrie de changement].

## Carrière et recherche
Après son doctorat, il travaille au Princeton Plasma Physics Laboratory (sur le "Project Matterhorn"), où il est l'un des principaux physiciens théoriciens et reste jusqu'en 1982. En 1982, il est conseiller technique principal dans le groupe théorique de General Atomics et simultanément professeur adjoint à l'Université de Californie à San Diego.
Il est l'auteur d'une série de travaux avec John Johnson et Katherine Weimer sur les équilibres et les instabilités dans les plasmas Tokamak et Stellarator en magnétohydrodynamique. Avec Johnson et Ray Grimm, il développe le programme informatique PEST (Princeton Equilibrium and Stability in Tokamak's Code). Avec Bruno Coppi et d'autres, il étudie les instabilités dissipatives dans les plasmas. Avec Ira B. Bernstein et Martin Kruskal, il fait des recherches sur les modes BGK (solutions d'ondes non linéaires en physique des plasmas). Dans les années 1970, il travaille sur la dynamique hamiltonienne dans la théorie du chaos. En 1979, il publie le critère de Greene pour l'effondrement des tores dans la théorie KAM.
En 1992, il remporte le prix James Clerk Maxwell de physique des plasmas. Il est membre de la Société américaine de physique (APS) et membre de l'Union américaine de géophysique.
En 2006, il reçoit le Prix Leroy P. Steele avec Martin Kruskal, Robert M. Miura et Clifford S. Gardner pour ses travaux sur les transformations de diffusion inverse dans la théorie des solitons.

## Vie privée
Il est marié à partir de 1956 et a une fille et deux petits-enfants. Il est décédé des suites de la maladie de Parkinson. Le père de Greene est professeur de génie chimique à l'État du Kansas.